# ورزشگاه المپیک کمپانی لوییس
 ورزشگاه المپیک کمپانی لوییس  با نام پیشین ورزشگاه مونتجویک (به اسپانیایی: Estadi Olímpic Lluís Companys) ورزشگاهی چند منظوره در شهر بارسلون در کشور اسپانیا است.
بازی‌های المپیک تابستانی ۱۹۹۲ در این ورزشگاه برگزار شده‌است، همچنین بازی‌های خانگی باشگاه فوتبال اسپانیول از سال ۱۹۹۷ تا ۲۰۰۹ در این ورزشگاه برگزار شده‌است.
به دلیل بازسازی ورزشگاه نیوکمپ تمامی بازی های خانگی بارسلونا از فصل ۲۴-۲۰۲۳ در این ورزشگاه انجام می‌شود.